# Граничне научне дисциплине географије
Граничне научне дисциплине географије су дисциплине које се налазе на међи између географије и других наука (хемије, физике, историје, етнологије, медицине и др).

## Граничне науке
- Војна географија
- Етногеографија
- Медицинска географија
- Историјска географија
- Геоекологија
- Геохемија[1]
- Геофизика[1]
- Топонимика